# Torneo de las Cuatro Naciones 1936
El Torneo de las Cuatro Naciones de 1936 (Home Nations Championship 1936) fue la 49° edición del principal Torneo de rugby del Hemisferio Norte.
El campeón del torneo fue Gales.

## Clasificación
| Lugar | Selección  | Partidos | Partidos | Partidos  | Partidos | Puntos  | Puntos    | Puntos | Tabla de puntos |
| Lugar | Selección  | Jugados  | Ganados  | Empatados | Perdidos | A favor | En contra | dif.   | Tabla de puntos |
| ----- | ---------- | -------- | -------- | --------- | -------- | ------- | --------- | ------ | --------------- |
| 1     | Gales      | 3        | 2        | 1         | 0        | 16      | 3         | +13    | 5               |
| 2     | Irlanda    | 3        | 2        | 0         | 1        | 16      | 10        | +6     | 4               |
| 3     | Inglaterra | 3        | 1        | 1         | 1        | 12      | 14        | -2     | 3               |
| 4     | Escocia    | 3        | 0        | 0         | 3        | 15      | 32        | -17    | 0               |

## Resultados
| 18 de enero | Gales | 0 - 0 | Inglaterra | Swansea, |  |

| 1 de febrero | Escocia | 3 - 13 | Gales | Edimburgo, |  |

| 8 de febrero | Irlanda | 6 - 3 | Inglaterra | Dublín, |  |

| 22 de febrero | Escocia | 4 - 10 | Irlanda | Edimburgo, |  |

| 14 de marzo | Gales | 3 - 0 | Irlanda | Cardiff, |  |

| 21 de marzo | Inglaterra | 9 - 8 | Escocia | Londres, |  |

## Premios especiales
- Copa Calcuta:  Inglaterra